# كورفيرا دي أستورياس
بلدية كورفيرا دي أستورياس (بالإسبانية: Corvera de Asturias) هي بلدية تقع في منطقة أستورياس شمال غرب إسبانيا.

## الديموغرافيا
بلغ عدد سكان بلدية كورفيرا دي أستورياس 16.236 نسمة عام 2011 (وفقاً للمعهد الوطني للإحصاء الإسباني).
| 16.502 | 16.295 | 15.951 | 15.769 | 15.723 | 15.955 | 16.236 |

## توأمة
لكورفيرا دي أستورياس اتفاقيات توأمة مع كل من:
- مالدونادو
- برايا